# Symphonia (Plantae)
Symphonia, biljni rod iz porodice kluzijevki kojemu pripadaju 16 vrsta srednjeg i velikog drveća, rjeđe grmova u tropskoj Americi, tropskoj Africi i Madagaskaru.
Rod je opisan 1781./1782.

## Vrste
1. Symphonia clusioides Baker
2. Symphonia eugenioides Baker
3. Symphonia fasciculata (Thouars) Baill.
4. Symphonia globulifera L.f.
5. Symphonia gymnoclada (Planch. & Triana) Benth. & Hook.f. ex Vesque
6. Symphonia lepidocarpa Baker
7. Symphonia linearis H.Perrier
8. Symphonia louvelii Jum.
9. Symphonia microphylla (Hils. & Bojer ex Cambess.) Benth. & Hook.f. ex Vesque
10. Symphonia nectarifera Jum. & H.Perrier
11. Symphonia oligantha Baker f.
12. Symphonia pauciflora Baker
13. Symphonia sessiliflora H.Perrier
14. Symphonia tanalensis Jum.
15. Symphonia urophylla (Decne. ex Planch. & Triana) Vesque
16. Symphonia verrucosa (Hils. & Bojer ex Planch. & Triana) Vesque

## Sinonimi
- Actinostigma Welw.
- Aneuriscus C.Presl
- Chrysopia Noronha ex Thouars